# Gamó körzet

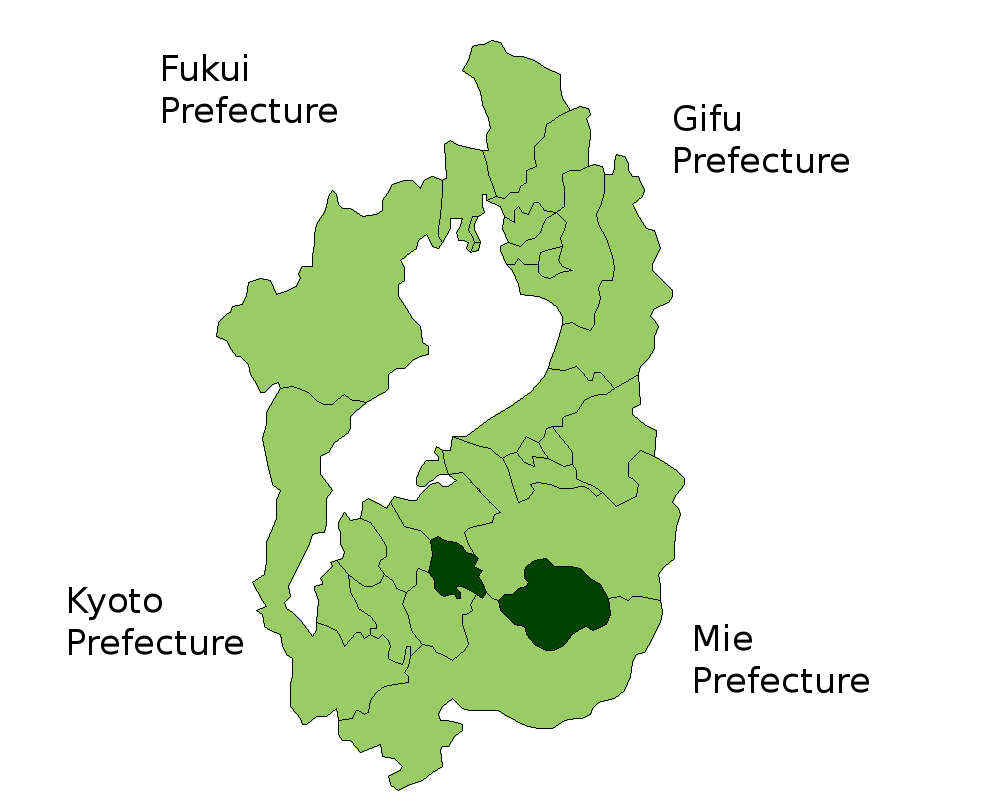
A Gamó kerület elhelyezkedése a Siga prefektúrán belül

A Gamó körzet (japánul 蒲生郡, Gamó-gun) a japán Siga prefektúra 5 kerületének egyike.
2008. január 1-jén a körzet népessége 48 669 fő, népsűrűsége 261 fő/km² volt. Teljes területe 186,45 km².

## Települések
- Azucsi
- Hino
- Rjúó